# قبلي (الرضمة)

تعديل مصدري - تعديل

قبلي هي إحدى قرى عزلة شيزر بمديرية الرضمة التابعة لمحافظة إب، بلغ تعداد سكانها 1338 نسمة حسب تعداد اليمن لعام 2004.